# Salmacis sphaeroides
Espèce
Salmacis sphaeroides est une espèce d'oursins (échinodermes) de la famille des Temnopleuridae.

## Description et caractéristiques
Ce sont des oursins réguliers : le test (coquille) est hémisphérique, protégé par de fines radioles (piquants), l'ensemble suivant une symétrie pentaradiaire (centrale d'ordre 5) reliant la bouche (péristome) située au centre de la face orale (inférieure) à l'anus (périprocte) situé à l'apex aboral (pôle supérieur).
C'est un oursin de taille moyenne (5-8 cm), avec des radioles piquants) nombreuses mais très fines et relativement courtes (1-1,5 cm). Sa couleur générale est ordinairement verte avec des radioles annelées de brun, violet ou vert et de blanc sur une base de vert (parfois pâle), mais il peut arborer une large gamme de coloris, du blanc sale au marron en passant par le jaune. On le reconnaît surtout à ses radioles fines et distinctement annelées (généralement de marron rouille, mais aussi parfois de vert, de rouge, etc).
Dans son environnement, cet oursin adopte un comportement « collecteur » : il utilise souvent les podia de sa face aborale pour récolter toutes sortes d'objets destinés à le dissimuler.

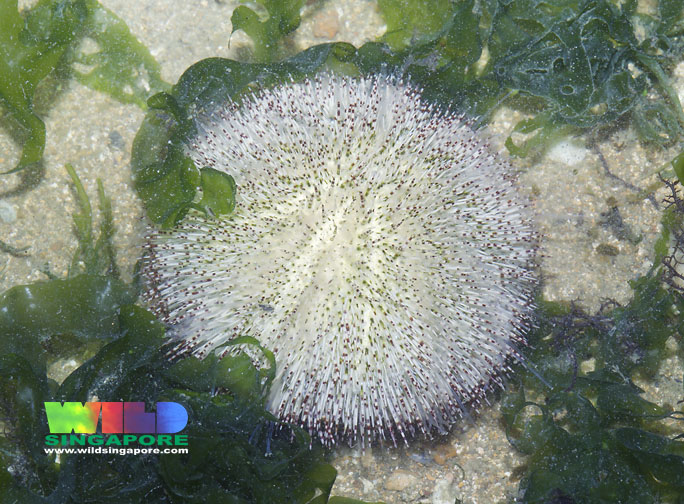
Salmacis sphaeroides à Singapour.
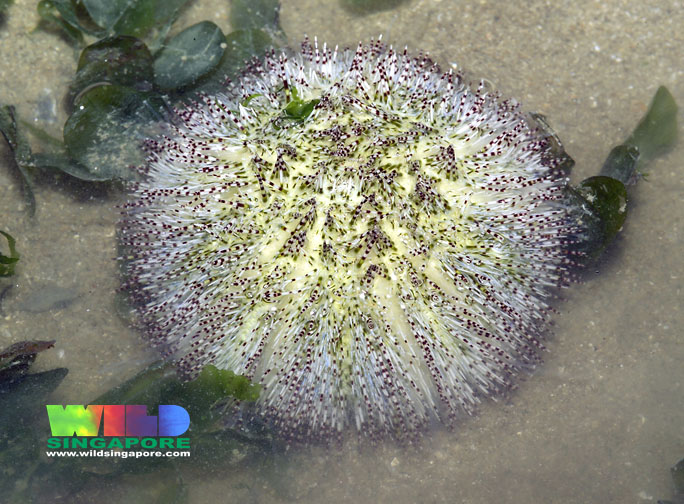
Salmacis sphaeroides à Singapour.
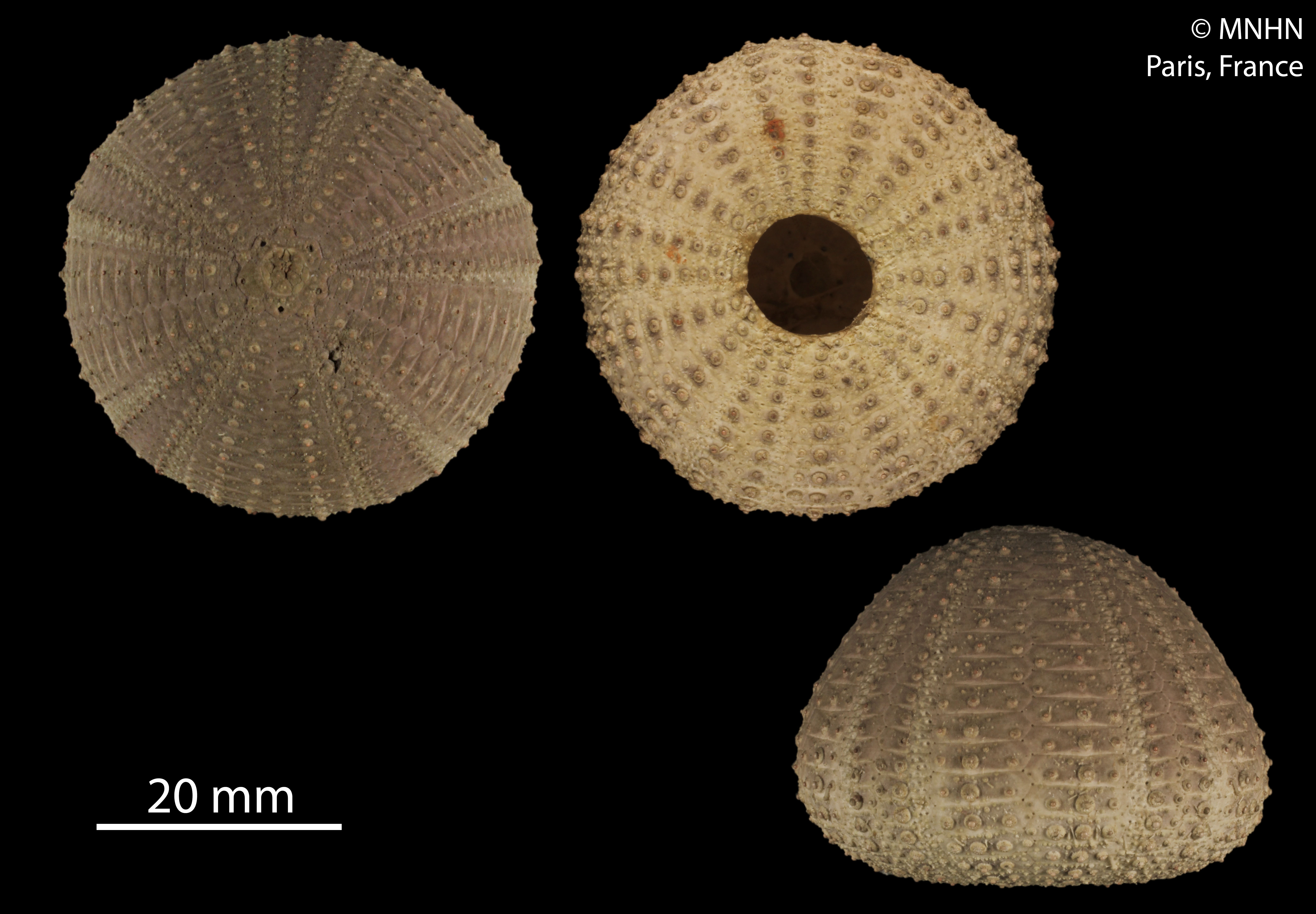
Test (MNHN).
Test partiellement dénudé.

## Habitat et répartition
Cet oursin habite les eaux tropicales de l'océan Indien et de l'Océanie, principalement en Asie du Sud-Est, de la Chine à l'Australie, et notamment en Indonésie et Mélanésie. On le rencontre facilement à faible profondeur, dans les herbiers ou les zones détritiques sublittorales, et jusqu'à une profondeur maximale de 90 m.

## Écologie et comportement

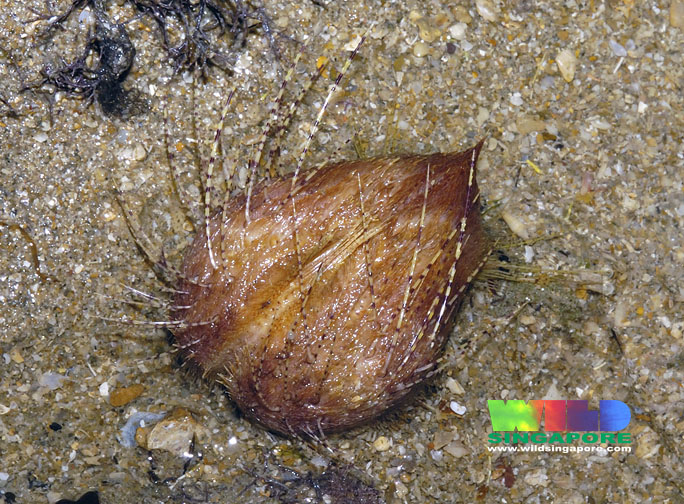
Lovenia elongata est un oursin irrégulier (spatangoïde), proie courante de Salmacis sphaeroides.

Il se nourrit notamment d'algues, qu'il broute sur le substrat grâce à sa puissante mâchoire appelée « Lanterne d'Aristote ». À l'âge adulte, il est cependant aussi capable de prédater d'autres animaux, notamment des oursins fouisseurs comme Brissus latecarinatus et Lovenia elongata. Il consomme aussi occasionnellement des bryophytes et des détritus organiques.
Cet oursin est parfois présent en aquarium récifal.

## Systématique
Selon World Register of Marine Species (25 avril 2014) :
- sous-espèce Salmacis sphaeroides sphaeroides (Linnaeus, 1758)
- sous-espèce Salmacis sphaeroides variegata Mortensen, 1942